# Liste der Monuments historiques in Chirat-l’Église
Die Liste der Monuments historiques in Chirat-l’Église führt die Monuments historiques in der französischen Gemeinde Chirat-l’Église auf.

## Liste der Bauwerke
| Bezeichnung                                     | Beschreibung                        | Standort        | Kennzeichnung | Schutzstatus | Datum | Bild |
| ----------------------------------------------- | ----------------------------------- | --------------- | ------------- | ------------ | ----- | ---- |
| Château de Banassat (Fotos in der Base Mérimée) | Burg, erbaut im 15./16. Jahrhundert | Banassat (Lage) | PA00093062    | Inscrit      | 1980  |      |

## Liste der Objekte
| Bezeichnung                        | Beschreibung        | Standort                                  | Kennzeichnung | Schutzstatus | Datum | Bild |
| ---------------------------------- | ------------------- | ----------------------------------------- | ------------- | ------------ | ----- | ---- |
| Skulptur des Evangelisten Johannes | Holz (?), Stein (?) | in der Kirche St-Pierre-St-Etienne (Lage) | PM03001796    | Inscrit      | 1998  |      |
| Skulptur Jesus am Kreuz            | Holz (?), Stein (?) | in der Kirche St-Pierre-St-Etienne (Lage) | PM03001797    | Inscrit      | 1998  |      |